# Susanne Linke
Pour les articles homonymes, voir Linke.
Susanne Linke est une danseuse, chorégraphe et pédagogue allemande née à Lunebourg le 19 juin 1944.

## Biographie
Susanne Linke commence la danse à l'âge de vingt ans. Elle se rend en 1964 à Berlin chez Mary Wigman pour suivre un cours de danse où elle rencontre son grand modèle Dore Hoyer. Trois ans plus tard, elle part pour Essen afin de poursuivre ses études à la Folkwang-Hochschule.
De 1970 à 1973, danseuse au Folkwang Studio sous la direction artistique de Pina Bausch, elle commence à élaborer ses propres chorégraphies. En quelques années, ses solos et chorégraphies d'ensemble lui valent d'être reconnu sur la scène internationale en conduisant des tournées internationales. De 1975 à 1985, elle codirige pendant deux ans, puis dirige seule, à partir de 1977, le Folkwang Tanzstudio. Puis elle travaille en tant que chorégraphe et danseuse indépendante, alternant ce parcours d'indépendante avec la direction du théâtre de Brême, de 1994 à 2000.
Susanne Linke a été choisie comme chorégraphe invité par des compagnies internationales, comme par la Limon Company à New York, le GRCOP à l'opéra de Paris et le Nederlands Dans Theater. Dans les années 1990, elle forme sa propre compagnie Susanne Linke et crée deux pièces pour sept danseurs hommes : Ruhr-Ort et Märkische Landschaft.
Dans la même période le Hebbel Theater à Berlin lui offre une résidence artistique qui lui donne l'occasion de produire chaque année une nouvelle création. Parallèlement elle monte une nouvelle compagnie avec son partenaire Urs Dietrich au Théâtre de Brême. Elle est directrice de Dance Theater jusqu'en 2000.
Dans les années 2000-2001, Susanne Linke est un deux membres fondateurs des Choreographisches Zentrum d'Essen et en devient la directrice artistique. Elle crée, avec Urs Dietrich, Tanz-DisTanz (solo/duo) et aussi la reconstruction du son solo Scritte Verfolgen en 2007. À partir de 2001, Susanne Linke chorégraphie pour d'autres compagnies : le Grassi School à Milan, la Kibbutz Dance School en Israël, la Versiliadanza à Florence et le Folkwang-Hochschule à Essen.
En 2004, le solo VISItatiON est écrit sur une commande de Carolyn Carlson. Elle crée aussi de nouvelles chorégraphies pour l'Opéra de Paris en 2005, la Limon Dance Company en 2004, le Choreographisches Theater à Bonn en 2007, le Aalto Theater à Essen et la Jeanne Ruddy Dance Company à Philadelphie en 2008.
En 2007, Susanne Linke reçoit le Deutsche Tanzpreis.
Elle est élue membre de l'Académie des arts de Berlin en 2004 et est nommée officière de l'ordre des Arts et des Lettres par le Ministère de la culture et de la communication en France en 2008.

## Principales chorégraphies
- 1975 : Danse funèbre
- 1976 : Puppe
- 1978 : Trop Tard, Die Nächste bitte et Wandlung
- 1980 : Im Bade wannen et Wowerwiewas
- 1981 : Flut et Frauenballett
- 1982 : Es schwant et Wir können nicht alle nur Schwäne sein
- 1984 : Bakchen von Euripides, Orient-Okzident
- 1986 : Egmont, bitte
- 1987 : Humanos Affectos avec Dore Hoyer
- 1988 : die Duos Affekte
- 1990 : Affekte/Gelb
- 1991 : In Ruhr-Ort
- 2007 : Steps - Reconstruction and Passing
- 2008 : Kaikou-Yin (Transmigration)